# Frank Whittle

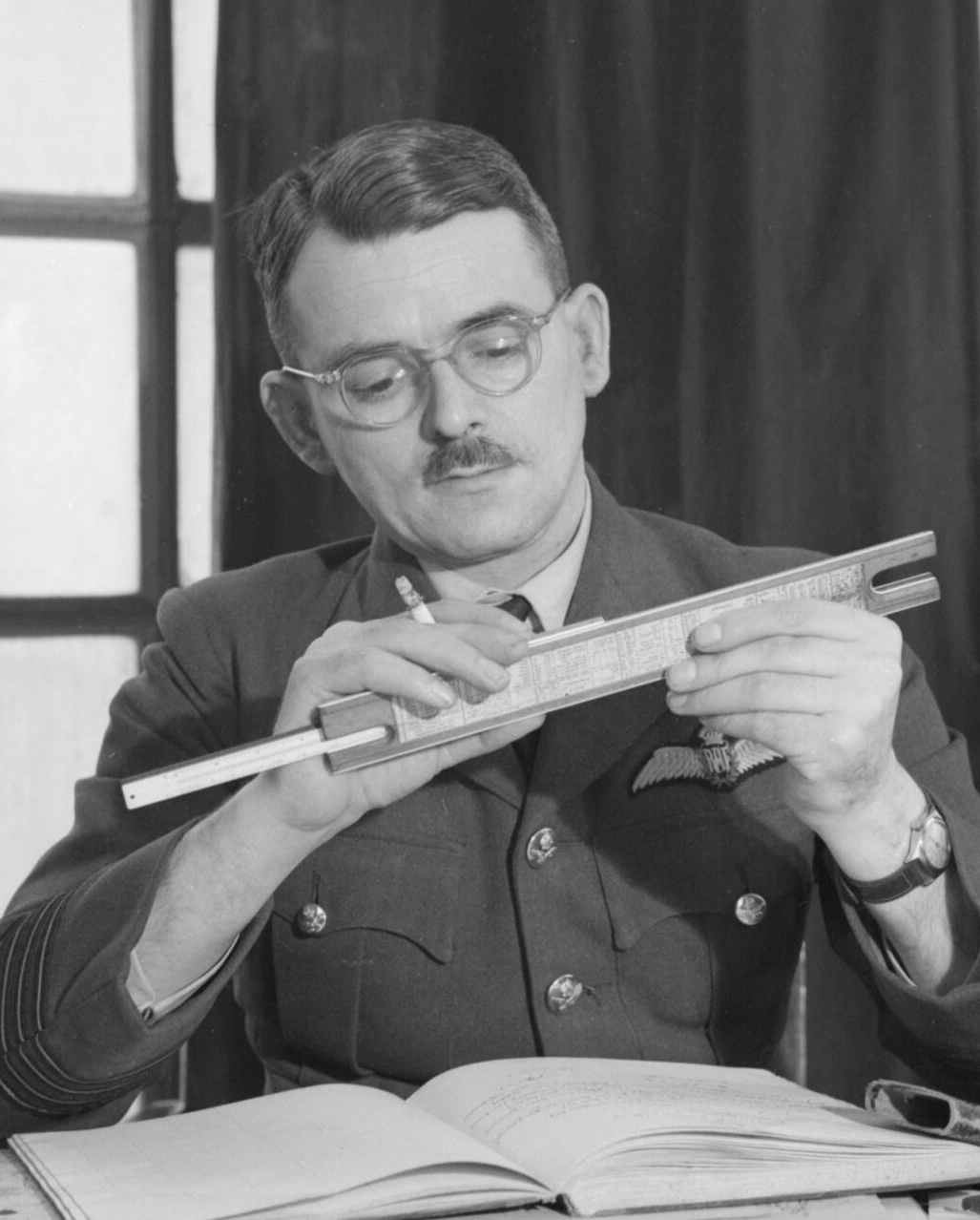
Frank Whittle (1943)

Sir Frank Whittle KBE, FRSA (* 1. Juni 1907 in Coventry; † 9. August 1996 in Columbia, Maryland) war ein englischer Pilot, Erfinder und Geschäftsmann. Seine größte Leistung war die Erfindung des Strahltriebwerks, das er unabhängig von diesem zur gleichen Zeit wie Hans von Ohain entwickelte.

## Leben
Whittle wurde in Earlsdon, Coventry geboren. Nach Abschluss des Colleges ging er 1923 zur Royal Air Force (RAF). 1926 begann er mit seiner Pilotenausbildung an der RAF-Fliegerschule in RAF Cranwell, Lincolnshire. 1928 beendete er als Zweitbester seines Jahrgangs die Ausbildung. Bereits in diesem Jahr schrieb er im College-Journal einen Bericht über „Die Zukunftsversion eines Flugzeugantriebes“. Er schlug ein Triebwerk vor, das die Luft ansaugt, diese aufheizt und mit hoher Geschwindigkeit durch eine Düse ausströmen lässt.
Um 1930 herum erwarb er Patente für sein Strahltriebwerk, das jedoch bei den zuständigen Stellen kein Interesse fand. Whittle führte daraufhin seine technische Ausbildung fort, zunächst 1932 in einem Ingenieurskurs für Offiziere bei der RAF in Henlow, Bedfordshire und ab 1934 am Peterhouse College an der Universität Cambridge, wo er 1936 mit Auszeichnung abschloss.
Bereits 1935 nahmen zwei ehemalige RAF-Offiziere, Rolf Dudley-Williams und J. C. Tinling, denen Whittles Patent bekannt war, Kontakt zu ihm auf. Sie forderten ihn auf, die Arbeiten an seinem Strahltriebwerk wieder aufzunehmen. Dazu wurde 1936 die Firma Power Jets Ltd. gegründet, die ihre Arbeit in einer Werkhalle der British Thomson-Houston (BTH) in Rugby, Warwickshire aufnahm. Im April 1937 konnten die ersten Testläufe abgehalten werden, etwa zur gleichen Zeit als von Ohains Demonstrationstriebwerk bei Heinkel in Rostock-Marienehe läuft. Das Triebwerk zeigte sich schlecht regelbar und wurde bei den Testläufen mehrfach zerstört. Trotz allem wurde nun das Luftfahrtministerium (Air Ministry) auf dieses Projekt aufmerksam und förderte es mit £ 6000. Der Prüfstand wurde daraufhin nach dem nahen Lutterworth in eine alte Fabrikhalle verlegt. Schließlich gelang es im März 1938, einen vollkommen zufriedenstellenden Testlauf auszuführen. Die Regelprobleme waren überwunden. Nach Beginn des Zweiten Weltkrieges ordnete das Luftfahrtministerium den Bau eines strahlgetriebenen Flugzeuges an, bei dem Whittles Firma das Triebwerk und Gloster die Zelle liefern sollte.
Die Arbeiten schritten schnell voran und bereits am 15. Mai 1941 um 07:40 Uhr Ortszeit startete auf dem Flughafen von Cranwell das Experimentalflugzeug Gloster E.28/39. Dies war, mehr als 20 Monate nach dem mit der deutschen He 178 durchgeführten, weltweiten ersten Flug eines Düsenflugzeuges, der Erstflug eines britischen Strahltriebflugzeuges. Die Maschine wurde durch ein Whittle Supercharger Type W.1 mit 3,8 kN Schub angetrieben. Dieses Triebwerk nutzte als Treibstoff bereits Kerosin. Während des 17-minütigen Testfluges des RAF-Testpiloten Gerry Sayer erreichte die Maschine eine Höchstgeschwindigkeit von 545 km/h. Mit dem verbesserten Triebwerk W.2 mit 7,6 kN Schub wurden später mit diesem Flugzeug Geschwindigkeiten bis zu 724 km/h erreicht. Von den Versuchen überzeugt, bestellte das Luftfahrtministerium bei BTH einen zweistrahligen Jäger, die spätere Gloster Meteor. Whittle ging 1942 in die USA, um General Electric bei der Entwicklung ihres eigenen Strahltriebwerks zu unterstützen. Aus diesem Programm heraus entstand die Bell P-59 Airacomet, die im Herbst 1942 ihren Erstflug hatte. Whittle kehrte daraufhin nach England zurück, um für Rolls-Royce zu arbeiten. Er leitete die Konstruktion und Entwicklung der Triebwerke. Whittles Firma wurde verstaatlicht und nannte sich fortan Power Jets.
Whittle schied 1948 mit dem Rang eines Air Commodore aus der RAF aus und wurde später Berater bei BOAC. Schließlich wanderte er 1976 in die USA aus, wo er eine Professur an der United States Naval Academy in Annapolis übernahm.
Frank Whittle heiratete im Mai 1930 Dorothy Lee. Mit ihr zusammen hatte Whittle zwei Söhne. 1976 ließ er sich scheiden und heiratete kurz darauf Hazel Hall. Mit Hans von Ohain verband ihn seit den 1960er Jahren bis zu seinem Tod eine tiefe Freundschaft.

## Ehrungen

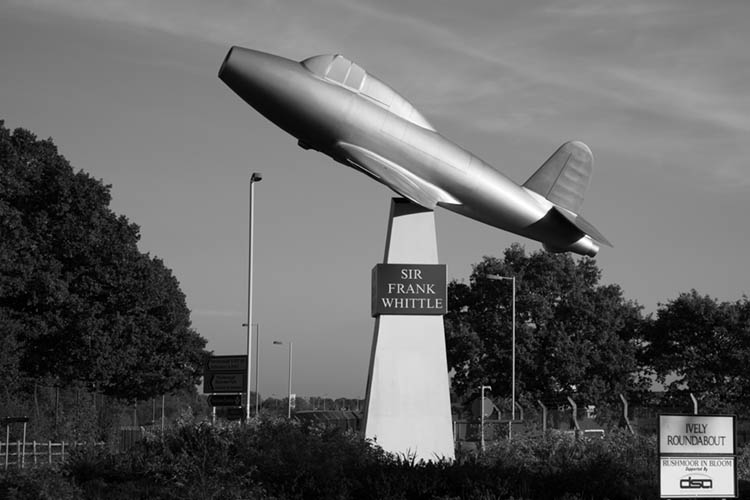
Whittle-Denkmal in Farnborough mit dem Nachbau einer Gloster E.28/39, des ersten britischen Strahlflugzeugs

- 1947 wurde er Mitglied der Royal Society.
- 1948 wurde er zum Ritter des britischen Empires geschlagen.
- 1976 wurde er zum Mitglied der American Academy of Arts and Sciences ernannt.
- 1977 erhielt er die James-Watt-Medaille.
- 1977 wurde die Whittle-Halbinsel in der Antarktis nach ihm benannt.
- Am 19. Februar 2006 wurde ein Asteroid des mittleren Hauptgürtels nach ihm benannt: (44217) Whittle
- Anlässlich seines 100. Geburtstages wurde am 1. Juni 2007 ein Denkmal für Sir Frank Whittle im Zentrum seiner Heimatstadt Coventry enthüllt.